# Mitologia japonesa
A mitologia japonesa explica o surgimento dos deuses, como o mundo foi criado e a origem dos imperadores japoneses. Estas histórias estão em dois livros: o kojiki e o nihonshoki, porém estes livros divergem em alguns trechos.
Muitas divindades aparecem na mitologia japonesa, aqui são os mais proeminentes: Por exemplo, Ninigi ou Ame-Nigishikun Nigishiamatsuhiko-Hikono-Ninigi-no-no-Mikoto, também pode ser abreviado como: Hikonoho-no-Ninigi ou Hono-Ninigi.

## Mito da criação
Os deuses convocaram dois seres divinos à existência, o masculino Izanagi e o feminino  Izanami, e ordenou-lhes para criarem seus primeiros lares. Para ajudá-los a fazer isso, os deuses deram ao Izanagi e Izanami uma lança decorada com jóias, chamado Amenonuhoko (lança do céu). As duas divindades eram a ponte entre o Céu e a Terra (Amenoukihashi) e agitaram o mar com a lança do céu. Quando as gotas de água caíram da ponta da lança, a ilha Onogoro-Shima foi formada. Eles desceram à ilha a partir de uma ponte do céu. Eles tiveram dois filhos, Hiruko e Awashima, mas eram imperfeitos e não eram considerados como deuses. Em seguida, eles colocaram as duas crianças num barco que foi arrastado pela correnteza de Onogoro-Shima. Então eles perguntaram aos deuses o que eles fizeram de errado. Após receberem a resposta, Izanagi e Izanami decidiram se casar novamente e seu casamento foi um sucesso.
Desta união nasceram o Ohoyashima, ou as oito principais ilhas do Japão. Eles criaram muitas ilhas, muitas divindades e culturas.

## Izanagi e Izanami
Izanagi e Izanami geraram todos os outros kamis(deuses) do mundo, mas Izanami morreu ao dar à luz ao Kagutsuchi (encarnação de fogo). Perdido em raiva, Izanagi matou Kagutsuchi. Sua morte também criou dezenas de divindades. Izanagi inconformado com a morte de Izanami empreendeu uma viagem a Yomi ou "a terra sombria dos mortos." As saídas de Yomi são guardadas por criaturas terríveis e é onde os mortos vão para, aparentemente, apodrecer por tempo indefinido. Uma vez caída lá, a alma nunca mais poderá voltar para a terra dos vivos. Ela, prometendo retornar, diz que vai para o Submundo e que lá ele não poderia ir, tendo de esperar. Izanagi espera, mas depois de muito tempo resolve quebrar a promessa e vai atrás de Izanami. Izanagi procura Izanami e rapidamente a encontra. Inicialmente Izanagi não poderia vê-la porque as sombras a escondiam, mas ele pediu a Izanami para ela voltar com ele. Izanami disse que era tarde demais pois já tinha comido o alimento do submundo e pertencia agora à terra dos mortos. Ela não poderia voltar à vida. Izanagi ficou chocado com a notícia e concordou em retornar ao mundo superior, mas antes pediu para deixá-lo dormir na entrada do submundo. Enquanto ele dormia ao lado dela, Izanagi pega uma pente que prendia o cabelo de Izanami acendendo fogo para usar como uma tocha. Sob a luz da tocha, ele observa a forma horrível de Izanami outrora bela e graciosa. Agora era uma forma de carne em decomposição que dava luz a vários demônios, com vermes e criaturas demoníacas deslizando sobre seu corpo. Ela, percebendo a audácia de seu marido, manda os demônios o perseguirem. Fugindo das criaturas demoníacas, Izanagi pega o pente e o quebra, jogando seus pedaços no chão. Os demônios, famintos, devoram os brotos de bambu que surgiram do pente. Izanagi foge dos demônios, e rolando uma pedra enorme, os prende no Yomi. Izanagi furioso por Izanami lhe trair, usa os poderes do sol e destrói todos os demônios. E assim começou a existência da morte, causada pelo orgulho de Izanami.

## Sol, Lua e Mar
Enquanto Izanagi purificava-se no rio após se recuperar de sua descida ao Yomi diversas divindades eram formadas em ornamentos e impurezas que desprediam-se de seu corpo. Diversas divindades surgiram quando ele mergulhou o rosto na água para se purificar. Os kamis mais importantes foram criados a partir de seu rosto:
- Amaterasu (encarnação do sol) a partir de seu olho esquerdo
- Tsukuyomi (encarnação da lua) de seu olho direito e
- Susanoo (encarnação do mar) do seu nariz

Izanagi dividiu o mundo entre eles. A deusa Amaterasu herdaria os céus, Tsukuyomi tomaria o controle da noite e Susanoo seria o deus da tempestade e dos mares.

## Susanoo
Susanoo, descontente com a negociação destinada a remediar uma disputa entre os seus dois irmãos, faz grandes patifarias à irmã Amaterasu, 'deusa do Sol', a ponto de a fazer fugir para uma caverna chamada Iwayado, deixando o mundo na escuridão. Todos os outros kami, reunidos, concebem então um plano para a fazer sair. Com grande alarido, gritos e risos, despertam a curiosidade da deusa solar, que a leva a entreabrir a entrada da caverna. Atraída por um espelho colocado à sua frente, acaba por sair, sendo então fechada a caverna, para a impedir de entrar novamente. Garantida de novo a luz, Susanoo é condenado a pagar uma multa e a ser desterrado dos céus. Mais tarde, ele arrepende-se e acaba por presentear a irmã com um esplêndido sabre retirado do corpo de um dragão que ele matou.
Susanoo aparece em várias histórias. Uma história fala do comportamento impossível de Susanoo contra Izanagi. Izanagi, cansado de sofrer ataques de Susanoo, desapareceu no Yomi. Susanoo desgostoso concordou, mas tinha negócios inacabados para resolver primeiro. Ele foi para Takamagahara (céu) para dizer adeus a sua irmã, Amaterasu. Amaterasu sabia que seu irmão não tinha boa intenção em mente e se preparou para a batalha. Amaterasu pensando que Susanoo queria o Takamagahara para si vai ao encontro de Susanoo.
Susano propõe um acordo para provar que suas intenções são boas.  Amaterasu concorda. Primeiro, Amaterasu pega a espada de Susano e cria três deusas, as Munakata Sanjojin. Então, Susano pega um colar de jóias de Amaterasu e nascem cinco deuses, todos homens.
Amaterasu diz que os deuses que nasceram a partir do colar de jóias foram feitos a partir de um objeto seu, portanto são filhos dela. Amaterasu afirma também que as deusas que nasceram da espada são filhas de Susano. Todos os deuses dominavam um elemento da criação e da destruição: o ar, a luz e a natureza. Ambos os deuses reivindicaram a vitória. A insistência causou violentas campanhas que atingiu seu clímax quando Susanoo jogou um 'cavalo morto celestial' sobre os teares das criadas tecelãs de Amaterasu onde uma de suas criadas morreu. Amaterasu fugiu e se escondeu na caverna chamada Iwayado. Enquanto a deusa do sol desapareceu, as trevas cobriam o mundo.

## Susanoo e Orochi

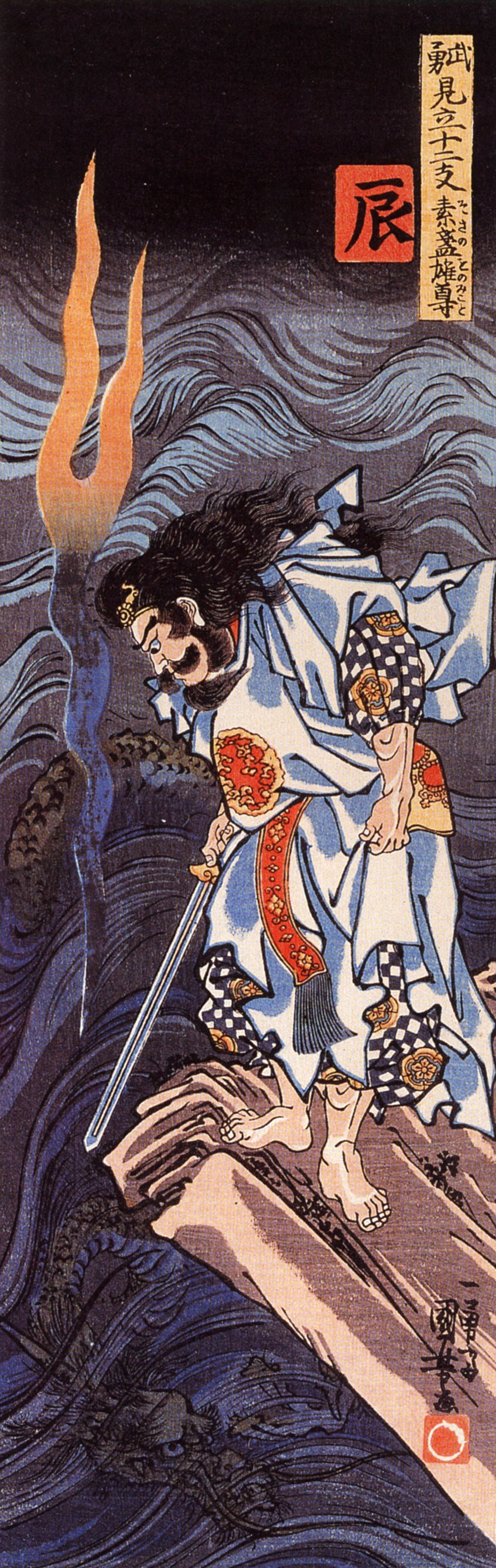
Susanoo em imagem de 1798.

Susanoo desce a Izumo nas proximidades de um rio hoje conhecido como Hiikawa. Lá, Susanoo percebe hashi sendo carregados pela correnteza e decide subir o rio. Susanoo encontra o casal de idosos Ashinajichi e Natejichi chorando. O casal tinha oito filhas, porém o monstro Yamata no Orochi que possuía oito cabeças, oito caudas e olhos vermelhos e vinha uma vez por ano e comia uma de suas filhas. Sua última filha, Kushinadahime estava prestes a ser devorada. Susanoo, percebendo a relação do casal de idosos com a deusa do sol Amaterasu, ofereceu sua ajuda. O casal então promete a mão de sua filha se Susanoo exterminasse o monstro. Susanoo mata Yamata no Orochi, se casa com Kushinadahime e constrói um castelo para morar com ela.
Ōnamuji (Ookuninushi) era descendente de Susanoo. Ele, junto com seus muitos irmãos, concorreu a mão da princesa Yakami de Inaba durante a viagem de Izumo para Inaba. Ōnamuji sofreu muito devido a inveja de seus irmãos. Perseguido por seus inimigos, ele se aventurou no reino da Susanoo onde se encontrou com a filha do deus vingativo, Suseri-hime. Susanoo testou várias vezes Onamuji mas no final, Susanoo aprovou Ōnamuji e previu sua vitória contra os seus irmãos. Ookuninushi e Sukunahikona desenvolvem o Ashihara no Nakatsu Kuni criando as regras da agricultura, medicina e magia.

## Tsukuyomi
Tsukuyomi ou Tsukiyomi, também conhecido como Tsukuyomi-no-kami, é o deus da lua no xintoísmo e na mitologia japonesa. O nome Tsukuyomi é uma combinação das palavras japonesas lua/mês (tsuki) e "ler; contar"(yomu). Outra interpretação de seu nome é a combinação de "Noite iluminada pela Lua" (Tsukiyo) e um verbo significando "Olhando para" (miru). Ainda outra interpretação diz que o kanji para "arco"(弓, yumi) foi corrompido com o kanji para "yomi". "Yomi" Também pode se referir ao mundo subterrâneo, apesar desta interpretação não ser bem aceita.
Tsukuyomi foi a segunda das "Três nobres crianças" nascidas quando Izanagi, o Deus que criou a primeira terra, Onogoro-shima, lavou seu olho direito enquanto se banhava para purificar-se de seus pecados depois de escapar do mundo subterrâneo e das correntes de sua enraivecida esposa, Izanami. De qualquer forma, em uma história alternativa, Tsukuyomi nasceu de um espelho feito de cobre branco na mão direita de Izanagi.
Depois de subir a escada celestial, Tsukuyomi viveu no "paraíso", também conhecido como Takamagahara, com sua irmã Amaterasu, a Deusa do Sol.

## Ashihara no Nakatsu Kuni
Amaterasu e os outros deuses do Takamagahara declaram que eles deveriam governar o Ashihara no Nakatsu Kuni, então governado por Ookuninushi. Vários deuses são enviados a Ashihara no Nakatsu Kuni, mas falham em seu objetivo. Amaterasu pergunta aos deuses quem deveria ser o próximo enviado. Os deuses respondem que deveria ser Itsunoohabari ou seu filho Takemikadzuchi.
Takemikadzuchi e Amenotohibune são enviados ao Ashihara no Nakatsu Kuni. Lá chegando Takemikadzuchi finca a espada Totsuka no Tsurugi no chão. Takemikadzuchi se senta e diz a Ookuninushi que Amaterasu ordenara que Ashihara no Nakatsu Kuni fosse governado por um de seus filhos. Takemikadzuchi vai então conversar com Kotoshironushi, filho de Ookuninushi e Kotoshironushi se esconde. Em seguida vai conversar com outro filho de Ookuninushi, Takeminakata. Takeminakata tenta medir forças com Takemikazuchi, mas é derrotado.
Amaterasu envia então Takamimusubi para conversar com Ookuninushi. Takamimusubi diz a Ookuninushi que Amaterasu lhe construiria um grande castelo em troca do controle do Ashihara no Nakatsu Kuni. Ookuninushi pede um grande castelo, para seus 180 filhos morarem e depois disso desaparece. Este castelo é o santuário Izumo Taisha, em Shimane.

## Prosperidade e eternidade
Ninigi conheceu a princesa Konohana-Sakuya (símbolo de flores), a filha de Yamatumi (mestre das montanhas). Eles se apaixonaram e Ninigi pediu a Yamatumi a mão de sua filha. Yamatumi ofereceu a mão de suas duas filhas, Iwanaga (símbolo de pedra) e Sakuya (símbolo de flores). Mas Ninigi escolheu Sakuya.
"Iwanaga é abençoado com a eternidade e Sakuya com a prosperidade", disse em lamentação Yamatumi, recusando Iwanaga, sua vida será curta a partir de agora. Devido a isso, Ninigi e seus descendentes tornaram-se simples mortais.
Sakuya deu à luz três filhos. Os nomes das crianças foram Hoderi, Hosuseri, e Howori.

## Hoderi e Howori
Hoderi vivia de pesca no mar, enquanto seu irmão Howori vivia de caça nas montanhas. Um dia, Howori perguntou ao seu irmão se trocaria de lugar por um dia. Howori tentou pescar, mas não conseguiu nada e também perdeu a vara de pescar de seu irmão. Hoderi furioso não aceitou seu pedido de desculpas. Enquanto Howori estava sentado na praia, perplexo, Shihotuti disse para ele viajar em um navio chamado Manasikatuma com um destino desconhecido. Na sequência deste parecer, Howori chegou à casa do Watatumi (mestre dos mares). Ali ele conheceu Toyotama, filha de Watatumi e se casou com ela. Depois de três anos de casamento, se lembrou de seu irmão e sua vara de pescar, em seguida, falou com Watatumi sobre isso. Watatumi (mestre dos mares) rapidamente encontrou o anzol preso na garganta de um peixe dourado e Howori devolveu para o seu irmão. Watatumi também lhe deu duas bolas mágicas, Sihomitutama, com poderes para provocar inundações e Sihohirutama, que poderia causar terremoto e mandou Howori junto com sua namorada de volta para sua terra.

## Shinigami
Shinigami (死神), Deus da Morte; é uma entidade presente na cultura japonesa. Seu trabalho é "levar" a alma dos humanos para o outro mundo. Seria um pouco equivalente a figura conhecida da Morte no Ocidente.
Geralmente é usado para expressar qualquer deus da morte. Por exemplo no budismo Enma é o deus que julga e pune depois da morte (Jigoku) e no xintoísmo é a Izanami.